# Noblella heyeri
Noblella heyeri is een kikker uit de familie Strabomantidae. De soort werd voor het eerst wetenschappelijk beschreven door John Douglas Lynch in 1986. Oorspronkelijk werd de wetenschappelijke naam Phyllonastes heyeri gebruikt. De soortaanduiding heyeri is een eerbetoon aan de bioloog William Ronald Heyer.
De soort leeft in Zuid-Amerika en komt voor in het zuiden van Ecuador en in Peru.